# Frank S. Land
Frank Sherman Land (21 de junho de 1890 – 8 de novembro de 1959) foi o fundador da Ordem DeMolay. Líder empresarial e comunitário em Kansas City, Land serviu como Imperial Potentate dos Shriners e hoje é reverenciado como o Fundador da Ordem DeMolay.

## Biografia
Land nasceu em Kansas City, Missouri, e ganhou a reputação de "Menino Pregador" em sua escola dominical na Escola Dominical da Igreja Congregacional Fountain Park. Ele frequentou o Instituto de Arte de Kansas City. Aos 21 anos foi eleito presidente do o Municipal Art Club em Kansas City. Ele se tornou membro do Ivanhoe Lodge # 446 em 29 de junho de 1912, em Kansas City. Seu cargo era Secretário do Serviço Social dos Corpos de Rito Escocês. Casado com a Srta. Nell M. Swiezewski em 15 de setembro de 1913, na Budd Park Christian Church, seu padrinho foi Sumner N. Blossom. Ele morreu em 8 de novembro de 1959 e está enterrado no cemitério Mount Moriah em Kansas City.

## Fundação da DeMolay
Land foi selecionado para atuar como diretor do Escritório de Assistência e Emprego Maçônico do Rito Escocês da Maçonaria. Essa instituição de caridade viria para ajudar centenas de famílias.
Um líder comunitário que, aos 28 anos, já tinha uma carreira de sucesso como restaurateur atrás de si, Land conheceu Louis G. Lower em janeiro de 1919. Lower era um garoto de 16 anos que havia recentemente perdido seu pai, Elmer Lower, um membro da Ivanhoe Lodge. Frank S. Land desistiu de seu trabalho de serviço social com o Rito Escocês e se tornou Secretário Geral em tempo integral na sede da organização DeMolay em 1922. Lower veio a ser o diretor do Auditório Municipal (Kansas City).

## Honras e prêmios
Land foi um antigo Potentado do Templo do Santuário de Ararat e serviu como Potentado Imperial do Santuário em 1954-55. Ele foi homenageado com o Cavaleiro Comandante da Corte de Honra do Rito Escocês e coroou um 33° em 1925. Ele foi nomeado membro honorário do capítulo da Fraternidade Acacia da Universidade de Missouri. Ele recebeu a primeira Medalha de Serviço de Ouro Internacional do Grande Capítulo Geral dos Maçons do Rito de York em 1951 por seu trabalho em Humanidades. Ele recebeu a Grã-Cruz da Jurisdição do Sul do Conselho Supremo de Rito Escocês 33° em 1955. Ele foi o presidente do Conselho Escolar de Kansas City, um Diretor do Columbia National Bank e um curador da Biblioteca e Museu do Presidente Harry S. Truman no momento de sua morte.

## Legado
Hoje, cada membro da DeMolay International aprende sobre Land através do livro Hi, Dad! e atividades do capítulo. Os recebedores do Grau de Chevalier juram homenagear a memória de Land todos os anos no dia 8 de novembro, partindo o pão com um outro Chevalier, um DeMolay ativo ou um jovem adolescente. A DeMolay International também concede uma bolsa de estudos em nome de Land.